# Eko Software
Pour les articles homonymes, voir Eko.
Eko Software est une entreprise basée à Paris, créée en 1999, qui exerce son activité dans la production, le développement et l'édition de jeux vidéo. Eko Software a développé des jeux sur un grand nombre de plates-formes : PC, PlayStation 2, Nintendo Wii, Nintendo DS, PlayStation 3, Xbox 360, PlayStation Portable, Smart TV Samsung, Nintendo 3DS, iOS, PlayStation 4 et Xbox One.
Eko Software utilise principalement des technologies propriétaires pour développer ses jeux, tout d'abord « Cactus » sur les plates-formes telles que la PlayStation 2 ou la Nintendo Wii, puis « Cintia » depuis le début de la PlayStation 3 et la Xbox 360. Ces technologies comprennent entre autres les outils d'édition de monde ainsi que le moteur de rendu.

## Historique
En 2018, elle est achetée par Bigben Interactive pour 8,5 millions d'euros.

## Jeux produits
| Année de sortie | Titre                                                   | Plateforme(s)                                                          | Editeur                                        |
| --------------- | ------------------------------------------------------- | ---------------------------------------------------------------------- | ---------------------------------------------- |
| 2001            | Gift                                                    | PlayStation 2, PC                                                      | Cryo Interactive                               |
| 2001            | Woody Woodpecker : À l'assaut du parc Buzz Buzzard !    | PlayStation 2, PC                                                      | Cryo Interactive                               |
| 2004            | Kaan: Barbarian's Blade                                 | PlayStation 2, PC                                                      | DreamCatcher Interactive                       |
| 2006            | Gadget et Gadgetinis                                    | PlayStation 2, PC                                                      | Hip Interactive                                |
| 2006            | Garfield: Saving Arlene                                 | PlayStation 2                                                          | Hip Interactive                                |
| 2006            | Charlotte aux fraises : Voyage au Pays des Fraisi-Rêves | PlayStation 2, Game Boy Advance, PC                                    | The Game Factory                               |
| 2006            | The Plan                                                | PlayStation 2, PC                                                      | Monte Cristo Multimédia                        |
| 2007            | Garfield: Lasagna World Tour                            | PlayStation 2, PC                                                      | Blast! Entertainment, Conspiracy Entertainment |
| 2008            | Aqua Panic!                                             | PlayStation Portable, Nintendo DS, Wii, IOS, PC                        | Atari SA, XS Games                             |
| 2008            | SPRay                                                   | Wii                                                                    | Tecmo                                          |
| 2008            | Bratz Kidz: Pyjama Party                                | Wii                                                                    | The Game Factory                               |
| 2009            | Alexandra Ledermann : Le Haras de la vallée             | Wii                                                                    | Ubisoft                                        |
| 2009            | Adibou et les Saisons magiques                          | Wii, PC                                                                | Mindscape (entreprise)                         |
| 2009            | Cyberbike                                               | Wii                                                                    | Bigben Interactive                             |
| 2010            | The Garfield Show: Threat of the Space Lasagna          | Wii                                                                    | Zoo Games                                      |
| 2011            | Cyberbike 2                                             | PlayStation 3                                                          | Bigben Interactive                             |
| 2011            | Drawsome! Sketch Quest                                  | Wii                                                                    | Ubisoft                                        |
| 2011            | Storm                                                   | Xbox 360, PlayStation 3, PC                                            | Eko Software                                   |
| 2011            | Wanted Corp.                                            | PlayStation 3, PlayStation Vita, PC                                    | Zoo Games, Eko Software                        |
| 2011            | Bella Sara: The Magical Horse Adventures                | Nintendo 3DS                                                           | Bigben Interactive                             |
| 2012            | Cyberbike, PopStar Run Off !, Ostrich Fury              | Smart TV                                                               | Eko Software                                   |
| 2012            | Bella Sara 2: The Magic of Drasilmare                   | Nintendo 3DS                                                           | Bigben Interactive                             |
| 2013            | Best of Arcade Games                                    | Nintendo 3DS, PlayStation 3, PlayStation Vita                          | Bigben Interactive                             |
| 2013            | Cyberbike 2, PopStar 2, Haunted Mine                    | Smart TV                                                               | Eko Software                                   |
| 2013            | How to Survive                                          | PlayStation 3, Xbox 360, PC                                            | 505 Games                                      |
| 2014            | How to Survive: Storm Warning Edition                   | PlayStation 4, Xbox One                                                | 505 Games                                      |
| 2014            | Best of Board Games                                     | Nintendo 3DS, PlayStation 3, PlayStation Vita                          | Bigben Interactive                             |
| 2015            | Handball 16                                             | Xbox 360, Xbox One, PlayStation 3, PlayStation 4, PlayStation Vita, PC | Bigben Interactive                             |
| 2015            | How to Survive: Third Person Standalone                 | PC                                                                     | 505 Games                                      |
| 2015            | How to Survive 2                                        | PlayStation 4, Xbox One, PC                                            | 505 Games                                      |
| 2016            | Handball 17                                             | Xbox One, PlayStation 3, PlayStation 4, PC                             | Bigben Interactive                             |
| 2017            | Rugby 18                                                | PlayStation 4, Xbox One, PC                                            | Bigben Interactive                             |
| 2019            | Warhammer: Chaosbane                                    | PlayStation 4,PlayStation 5, Xbox One, Xbox Series                     | Bigben Interactive                             |
| 2020            | Rugby 20                                                | PlayStation 4, PlayStation 5, Xbox One,Microsoft Windows               | Bigben Interactive                             |
| 2021            | Handball 21                                             | PlayStation 4, Xbox One, PC                                            | Bigben Interactive                             |